# فرد فولر
فرد فولر (بالإنجليزية: Fred Fowler)‏ هو رسام أسترالي، ولد في 1980.

## وصلات خارجية
- الموقع الرسمي